# За звездой
«За звездой» — девятый и последний студийный альбом российской группы «Гости из будущего», выпущенный 1 января 2007 года на студии грамзаписи «Квадро-Диск» (позже на «Первом музыкальном Издательстве»).

## Критика
Комментируя содержание альбома «За звездой» группы «Гости из будущего», российский музыкальный критик Гуру Кен в рецензии для сетевого издания «Взгляд.ру» от 24 ноября 2007 года оценил компакт-диск положительно - на 8 из 10, отметив, что «За звездой» хорош тем, что помогает отвлечься от «аляповатых нарядов и расплывшейся фигуры Польны». Единственно, Кен возразил, не поняв для чего в студийный альбом была добавлена композиция совместно с солистом группы «Руки Вверх!» Сергеем Жуковым. По его мнению, «песня Аркадия Укупника выглядит явным моветоном в таком интеллигентном окружении».

## Список композиций
| №                   | Название                                                       | Текст песни         | Музыка                           | Длительность |
| ------------------- | -------------------------------------------------------------- | ------------------- | -------------------------------- | ------------ |
| 1.                  | «Intro»                                                        | Ева Польна          | Юрий Усачёв                      | 0:39         |
| 2.                  | «Самый Любимый Враг»                                           | Ева Польна          | Юрий Усачёв                      | 5:19         |
| 3.                  | «Прощай Любовь Моя (Vers. 1.0)»                                | Ева Польна          | Юрий Усачёв                      | 5:19         |
| 4.                  | «Я Не Для Тебя»                                                | Ева Польна          | Юрий Усачёв                      | 4:03         |
| 5.                  | «За Звездой»                                                   | Ева Польна          | Юрий Усачёв                      | 5:35         |
| 6.                  | «Реальна Только Музыка»                                        | Александр Сахаров   | Владимир Сайко                   | 3:14         |
| 7.                  | «Не Могу Я Теперь Без Любви Vocals [Duet With] – Сергей Жуков» | Ева Польна          | Юрий Усачёв                      | 3:26         |
| 8.                  | «Причем Здесь Любовь»                                          | Ева Польна          | Юрий Усачёв                      | 4:20         |
| 9.                  | «Спасибо За Все (Vers. 2007)»                                  | Ева Польна          | Юрий Усачёв                      | 3:13         |
| 10.                 | «Прощай Любовь Моя (Vers. 2.0)»                                | Ева Польна          | Юрий Усачёв                      | 4:38         |
| 11.                 | «Самый Любимый Враг (Arthouse Mix)»                            | Ева Польна          | Алексей Ульрих, Андрей Тимошенко | 5:53         |
| 12.                 | «Мой Понедельник»                                              | Ева Польна          | Юрий Усачёв                      | 3:53         |
| 13.                 | «Outro»                                                        | Ева Польна          | Юрий Усачёв                      | 0:48         |
| Общая длительность: | Общая длительность:                                            | Общая длительность: | Общая длительность:              | 49:34        |

## Награды и номинации
В 2009 году заглавная одноимённая песня альбома «За звездой» одержала победу в музыкальной премии «Золотой граммофон» радиостанции «Русское Радио».
| Год  | Премия              | Работа       | Результат | Ист.  |
| ---- | ------------------- | ------------ | --------- | ----- |
| 2009 | «Золотой граммофон» | «За звездой» | Победа    | [ 2 ] |